# Benito Juárez, Sonora
Benito Juárez là một đô thị thuộc bang Sonora, México. Năm 2005, dân số của đô thị này là 20447 người.